# 角型猪笼草
角型猪笼草（学名：Nepenthes cornuta）是一种菲律宾特有的热带食虫植物，仅分布于棉兰老岛中部潘托浪山脉，陆生于海拔约1000米的超基性土壤中。
角型猪笼草与同样分布于棉兰老岛的塞西尔猪笼草（N. ceciliae）和科普兰猪笼草（N. copelandii）之间存在密切的近缘关系。这三个物种都隶属于“翼状猪笼草组”，其中包括翼状猪笼草（N. alata）、绝灭猪笼草（N. extincta）、小花猪笼草（N. graciliflora）、汉密吉伊坦山猪笼草（N. hamiguitanensi）、奇坦兰山猪笼草（N. kitanglad）、仓田猪笼草（N. kurata）、莱特岛猪笼草（N. leyte）、棉兰老岛猪笼草（N. mindanaoensis）、萨兰加尼猪笼草（N. saranganiensis）、内格罗斯岛猪笼草（N. negros）、拉莫斯猪笼草（N. ramos）及超基猪笼草（N. ultra）。这些物种具备许多相似的形态特征，包括具翅的叶柄，笼盖下表面基部存在脊（通常形成附属物），上位笼最宽处通常位于基部。
角型猪笼草的种加词“cornuta”来源于拉丁文，意为“角型的”，指其上位笼的形状。
2012年9月，该类群最先以“Nepenthes species 1”的名称作为新物种公布于网络。